# Early Times Distillery

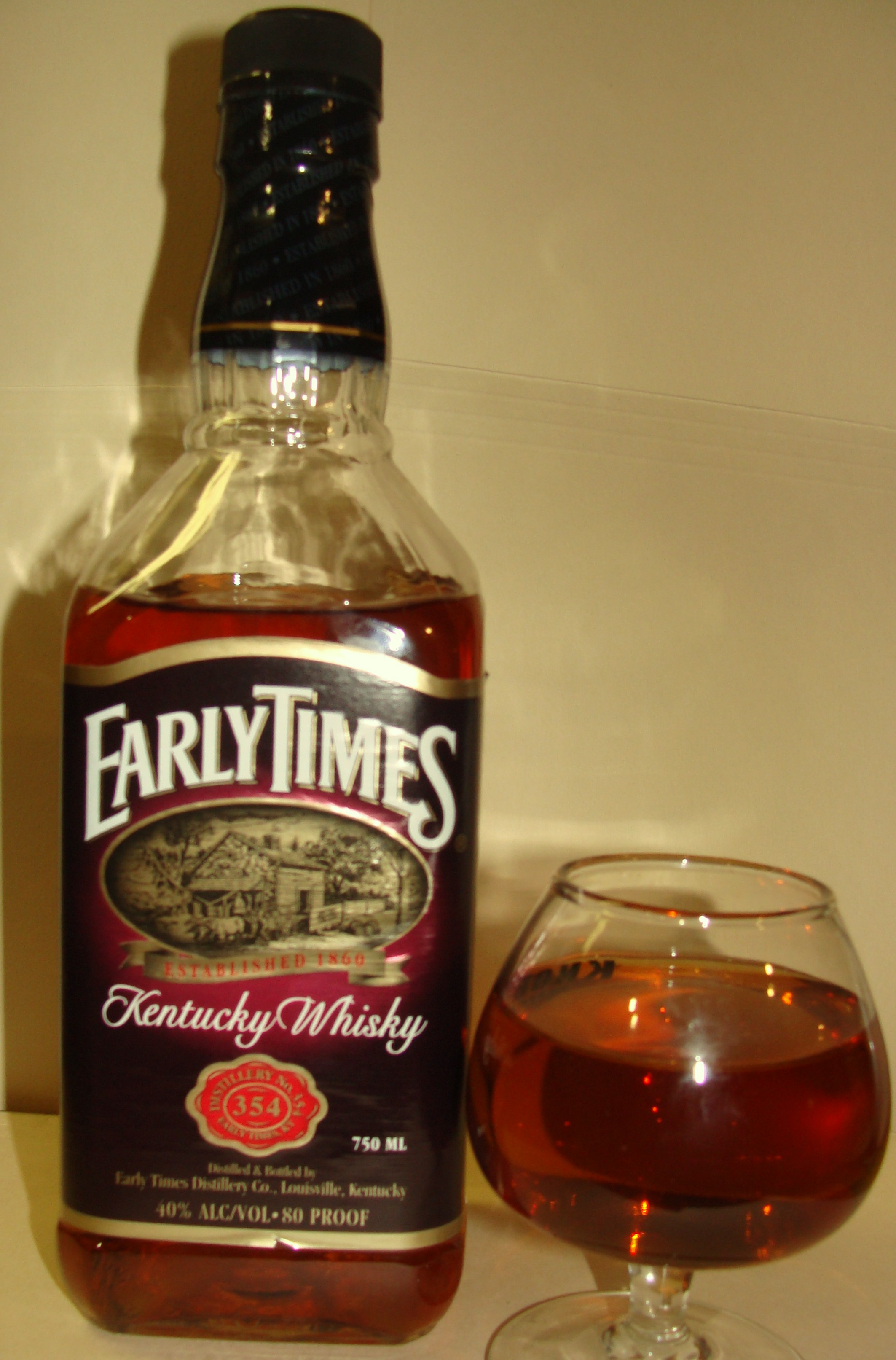
Der Bourbon Whiskey Early Times

Die Early Times Distillery, auch Brown-Forman Distillery, ehemals The Old Kentucky Distillery, ist eine US-amerikanische Whisky-Brennerei in Shively, Kentucky, einem Vorort von Louisville. Die Brennerei gehört zum Brown-Forman-Konzern. Hergestellt werden dort der Whiskey Early Times und (ab 1870) der Bourbon Whiskey Old Forester. Vermutlich stammt aus dieser Brennerei auch Woodford-Reserve-Whiskey, da die nahe gelegene und ebenfalls Brown-Forman gehörende Woodford-Reserve-Destillerie deutlich weniger Whiskey herstellt als an Woodford Reserve verkauft wird.

## Geschichte
Gebaut wurde die Destillerie 1935 als Old Kentucky Distillery nach dem Ende der Prohibition in den Vereinigten Staaten. Die Brennerei stellte Early Times dort seit 1940 her. Brown-Forman, eine der wenigen Unternehmen, die in Zeiten der Prohibition medizinischen Whiskey fertigen durften, hatte die Marke, die Lagerbestände und die damalige Early-Times-Distillery in Bardstown, Kentucky 1923 gekauft. Early Times war in den Nachkriegsjahren der bestverkaufte Bourbon der Vereinigten Staaten, so dass Brown-Forman die Fabrik bereits 1955 umfangreich sanierte und überholte.
Nachdem Brown-Forman inmitten einer Absatzkrise für Bourbon die Old Forester Distillery in der Innenstadt von Louisville 1979 geschlossen hatte, wanderte auch die Produktion dieses Whiskeys nach Shively. Brown-Forman entschied sich zu dieser Zeit, Old Forester als Premiummarke zu verkaufen. Um sich nicht selbst Konkurrenz zu machen, wurde Early Times nicht mehr als Bourbon hergestellt. Der Whiskey wurde nur noch drei Jahre gereift und zudem wurde ein Teil des Whiskeys in gebrauchten Fässern gereift. Early Times wird seitdem in seinem wichtigsten Markt, den USA, nur als Old Style Kentucky Whiskey verkauft, während eine Bourbon-Variante von Early Times nur für den Export produziert wird.
Aus der Early Times Distillery stammte auch der erste Woodford Reserve Whiskey. Nachdem Brown-Forman die alte Labrot & Graham Destillerie gekauft und aufwendig restauriert hatte, nahm der Konzern dort 1996 wieder seine Tätigkeit auf. Da der dort gebrannte Whiskey mehrere Jahre reifen musste, die Destillerie aber ein Besucherzentrum hatte und dort "heimischer" Whiskey verkauft werden sollte, gestaltete Brown-Forman ein Ersatzprodukt. 1000 der besten in Shively gebrannten Fässer Old Forester wurden zu Labrot & Graham gebracht, dort zu Ende gelagert und unter dem neuen Namen Woodford Reserve verkauft. Das Produkt war so erfolgreich, dass Brown-Forman den Markennamen beibehielt, nachdem auch echter Labrot & Graham Whiskey gefertigt wurde, und das Produkt war so erfolgreich, dass die Kapazitäten der Woodford Reserve Distillery zur Produktion nicht ausreichen. Vermutlich stammt weiterhin ein größerer Teil des Woodford Reserves aus Shively und wird erst bei der Abfüllung mit in Versailles gebranntem Whiskey geblendet.
In den Jahren nach 1996, als ein größerer Bestandteil der Lagerbestände und die Produktionsanlagen von Heaven Hill niedergebrannt waren, produzierte Heaven Hill seinen Whiskey bei Jim Beam und in der Brown-Forman Distillery in Shively.